# チェイック・サム
チェイック・サム（Cheikh Samb）ことサム・シェイク・ティディアヌ（Samb Cheikh Tidiane、1984年10月22日 - ）は、セネガルのプロバスケットボール選手。ダカール州ダカール県ダカール出身。ポジションはセンター。216cm、111kg。

## 家族・生い立ち
同じくプロバスケットボール選手のママドゥ・サムという弟がいる。

## 来歴
2005-06シーズン、スペイン2部リーグで9.6得点、7.7リバウンド、3.1ブロックの成績を残した。2006年のNBAドラフト2巡目全体51位でロサンゼルス・レイカーズに指名されたがモーリス・エバンスとのトレードでデトロイト・ピストンズが交渉権を得た。その年のサマーリーグに参加した彼は2007年7月17日にピストンズと契約し入団した。同年11月16日のレイカーズ戦でNBA公式戦デビューを果たしたが、同年12月にDリーグのフォートウェイン・マッドアンツに送られた。12月14日のダコタ・ウィザーズ戦で肘打ちを口に受け前歯を2本折った。12月21日にピストンズに呼び戻されたが2007年1月29日に再びマッドアンツに送られた。2月3日の試合では12得点、11リバウンド、11ブロックを記録しトリプルダブルを達成した。3月22日にピストンズに再度呼び戻された。
2008年11月3日、アントニオ・マクダイス、チャンシー・ビラップスと共にアレン・アイバーソンとのトレードでデンバー・ナゲッツに移籍した。Dリーグのコロラド・14ersなどでもプレーしたが2009年1月5日、ロサンゼルス・クリッパーズに将来のドラフト2巡指名権と引き換えに移籍した。同年2月16日アレックス・アッカーの獲得に伴い彼はクリッパーズからウェーバーされた。3月2日にニューヨーク・ニックスと10日間契約を結びさらに10日間契約を結んだが3月23日にチームから解雇された。2009年10月1日、スペインリーグのレアル・マドリード・バロンセストと1ヶ月契約を結んだが11月に解雇された。2010年のサマーリーグにトロント・ラプターズから出場する予定となっている。